# Клемпау
Клемпау (нем. Klempau) — община в Германии, в земле Шлезвиг-Гольштейн. 
Входит в состав района Герцогство Лауэнбург. Подчиняется управлению Беркентин.  Население составляет 622 человека (на 31 декабря 2010 года). Занимает площадь 10,07 км².